# Grabówka (potok)
Grabówka – potok w Wieliczce, lewy dopływ Serafy.
Źródło potoku znajduje się we wsi Grabówki Dolne, około 800 m na południe od granic Wieliczki. Początkowo płynie on w kierunku północnym, przepływając przez dwa niewielkie jeziora. Następnie skręca lekko na wschód i wpływa na teren Wieliczki. Dalej Grabówka płynie wzdłuż ul. Jedynaka i przepływa pod al. Solidarności. Przed osiedlem Przyszłości ostro skręca na wschód i kilkanaście metrów dalej wpada do Serafy.